# Acido perxenico
L'acido perxenico è il composto inorganico di formula H4XeO6, dove lo xeno ha numero di ossidazione +8. L'acido perxenico è un acido debole poliprotico che non è mai stato isolato allo stato puro. Si possono invece ottenere alcuni suoi sali, detti perxenati.

## Sintesi e proprietà
Soluzioni diluite di acido perxenico si ottengono acidificando soluzioni di perxenati. L'acido puro non può essere isolato, perché in soluzione acida si decompone rapidamente formando triossido di xeno e ossigeno gassoso:
2HXeO63– + 6H+ → 2XeO3 + O2 + 4H2O
H4XeO6 risulta un acido debole. Sono stati misurati i seguenti valori delle costanti di dissociazione acida:
H4XeO6 ⇄ H3XeO6– + H+      pK1 < 0
H3XeO6– ⇄ H2XeO62– + H+      pK2 = 4,29
H2XeO62– ⇄ HXeO63– + H+      pK3 = 10,75
HXeO63–⇄ XeO64– + H+      pK4 > 14
H4XeO6 è un ossidante molto forte in soluzione acida:
H4XeO6 + 2H+ + 2e– ⇄ XeO3 + 3H2O      E° = +2,42 V
mentre in soluzione basica il potenziale di riduzione si abbassa a +0,99 V.

## Perxenati
I perxenati sono i sali dell'acido perxenico e contengono l'anione XeO64–  (ossoanione di XeVIII). Questo anione si forma in soluzione alcalina per disproporzione degli xenati, o per idrolisi di XeF6:
2HXeO4– + 2OH– → XeO64– + Xe + O2 + 2H2O
2XeF6 + 16OH– → XeO64– + Xe + O2 + 12F– + 8H2O
Alcuni perxenati solidi sono stati isolati. Alcuni esempi sono Na4XeO6•6H2O, Na4XeO6•8H2O e Ba2XeO6•1,5H2O. Questi sali sono solidi incolori, termicamente stabili fino oltre 200 °C. Studi di cristallografia a raggi X e di spettroscopia Raman hanno mostrato che l'anione XeO64– è ottaedrico. Gli angoli O–Xe–O sono compresi tra 87° e 93°, e la distanza di legame Xe–O è di 187,5 pm.
Anche l'anione XeO64– è un forte ossidante in soluzione acida, e si riduce a xenato:
2XeO64– + 6H+ → 2HXeO4– + O2 + H2O
Trattando Na4XeO6 o Ba2XeO6 con acido solforico concentrato si ottiene XeO4.